# Arnedillo
Arnedillo település Spanyolországban, La Rioja autonóm közösségben. Arnedillo Munilla, Robres del Castillo, Ocón, Bergasa, Herce, Santa Eulalia Bajera, Préjano és Enciso községekkel határos. Lakosainak száma 428 fő (2024).

## Népesség
A település népessége az elmúlt években az alábbi módon változott:
| Lakosok száma | 447  | 477  | 485  | 472  | 484  | 482  | 451  | 419  | 450  | 428  |
|               | 2001 | 2004 | 2007 | 2009 | 2012 | 2014 | 2017 | 2019 | 2022 | 2024 |